# Enneanectes atrorus
Enneanectes atrorus är en fiskart som beskrevs av Rosenblatt, 1960. Enneanectes atrorus ingår i släktet Enneanectes och familjen Tripterygiidae. Inga underarter finns listade i Catalogue of Life.